# اوبر-فلورسهایم
اوبر-فلورسهایم (به آلمانی: Ober-Flörsheim) یک شهر در آلمان است که در آلزی-ورمز واقع شده‌است. اوبر-فلورسهایم ۱٬۱۹۹ نفر جمعیت دارد.